# Athericidae
Athericidae là một họ ruồi nhỏ. Chúng từng được xếp vào họ Rhagionidae. Con trưởng thành chỉ ăn mật hoa nhưng một số loài hút máu đông vật có vú.

## Hình ảnh

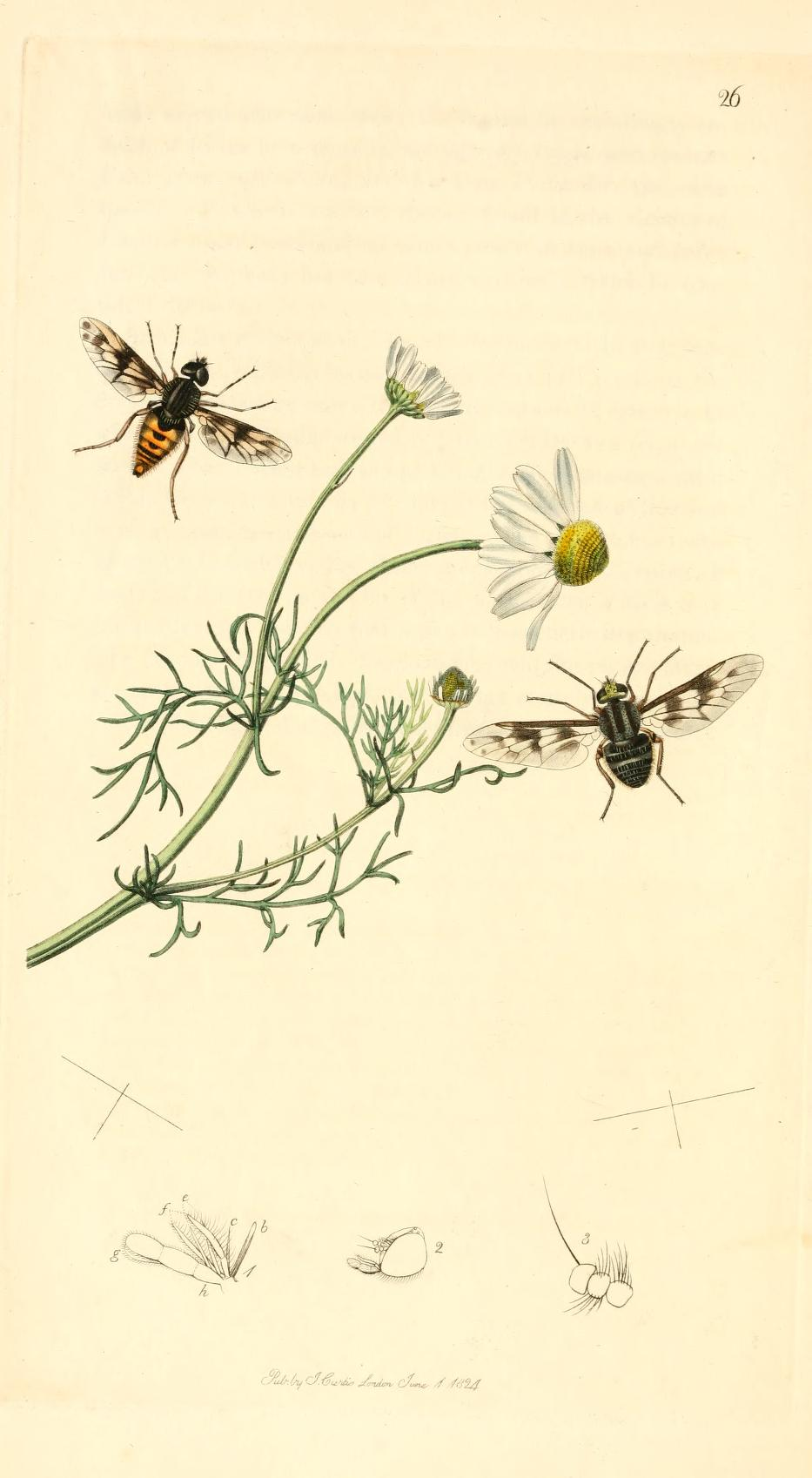
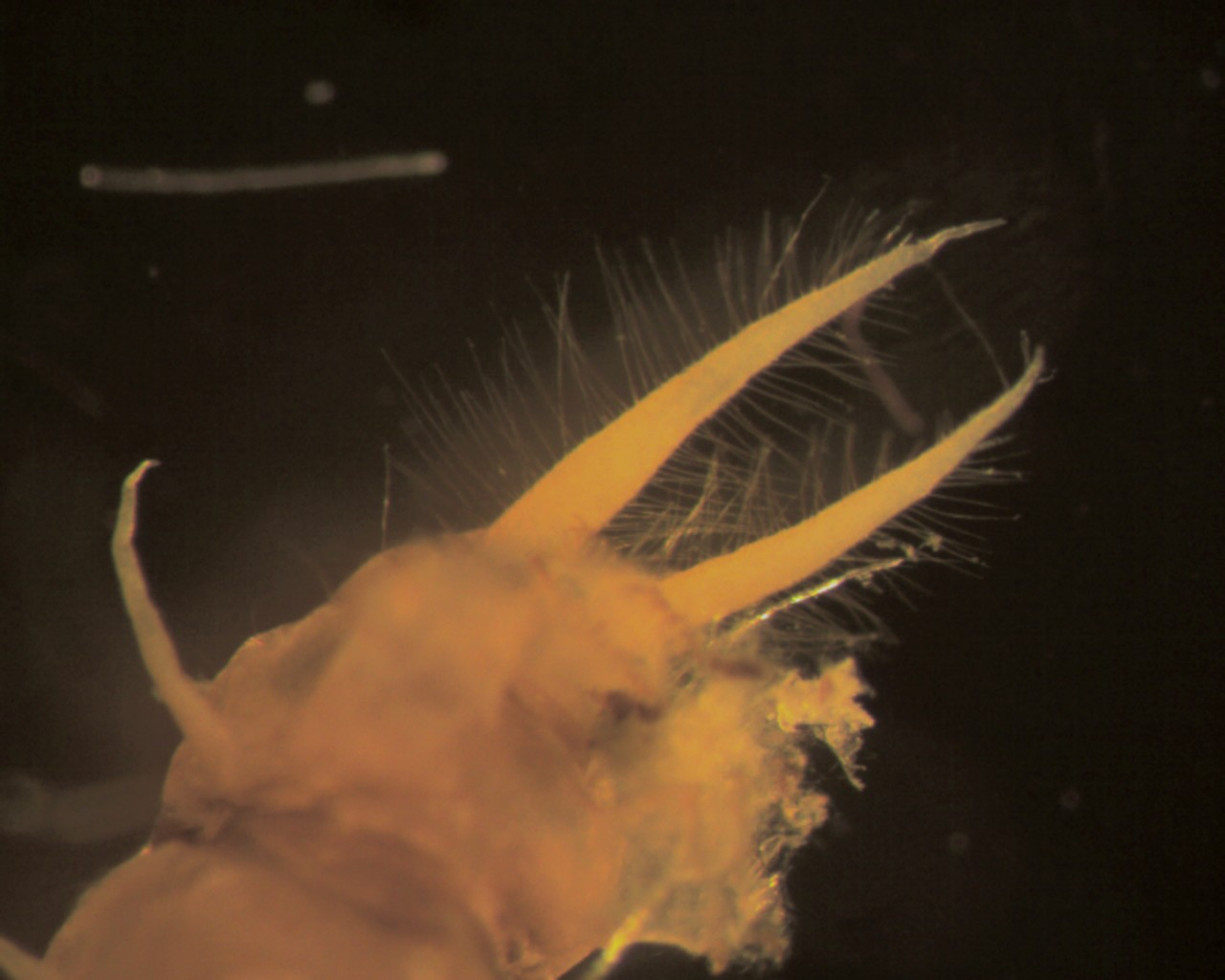
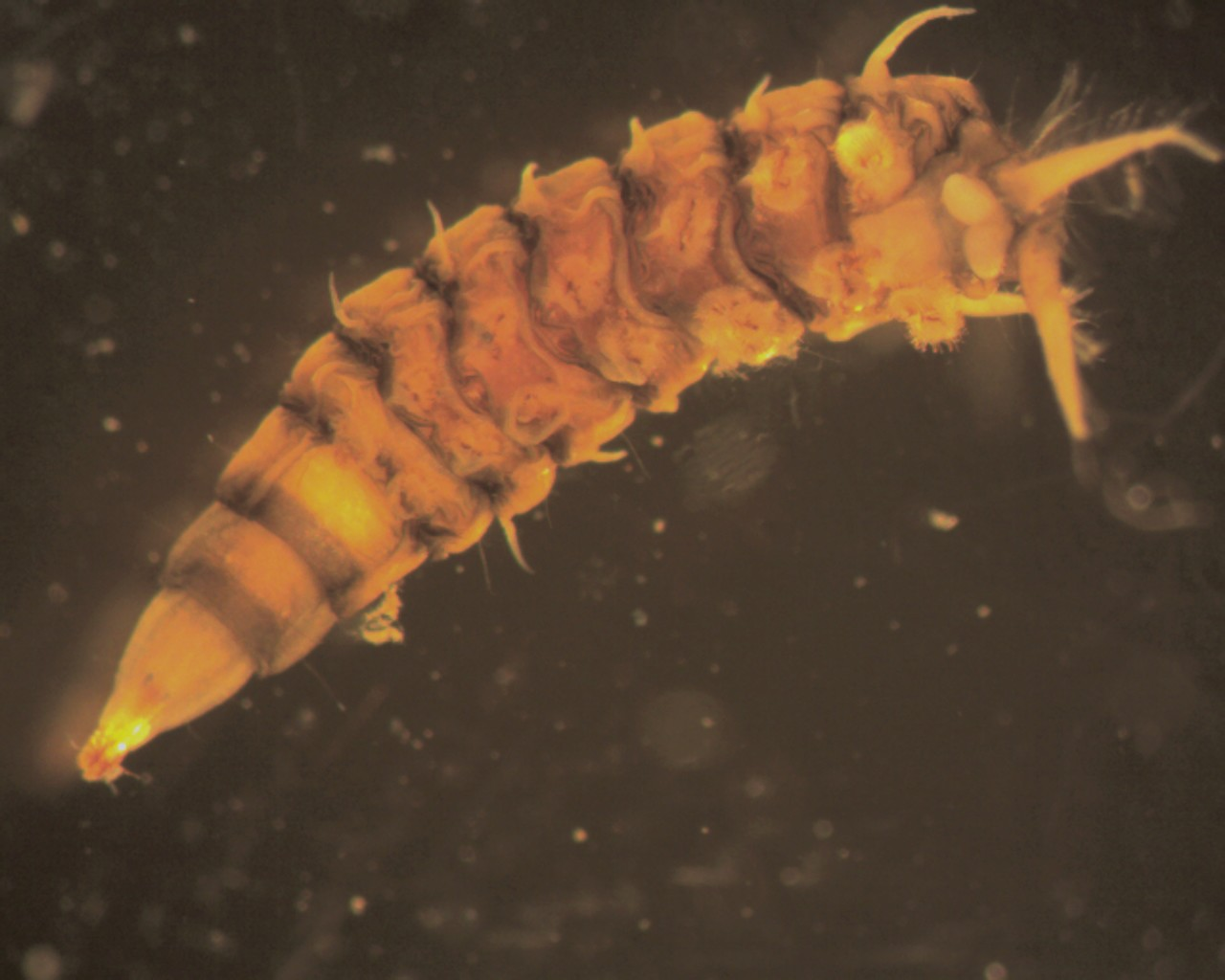